# 貝納維德斯元帥區
6°18′00″S 77°25′01″W / 6.300°S 77.417°W
貝納維德斯元帥區（西班牙語：Distrito de Mariscal Benavides），是秘魯的一個區，位於該國北部亞馬遜大區的羅德里格斯德門多薩省，始建於1956年2月2日，面積176.2平方公里，海拔高度1,700米，2005年人口1,242，人口密度每平方公里7人。